# Liste der denkmalgeschützten Objekte in Nikolsdorf
Die Liste der denkmalgeschützten Objekte in Nikolsdorf enthält die 11 unbeweglichen denkmalgeschützten Objekte der Gemeinde Nikolsdorf im Bezirk Lienz (Tirol).

## Denkmäler
| Foto |                 | Denkmal                                                                         | Standort                                     | Beschreibung | Metadaten |
| ---- | --------------- | ------------------------------------------------------------------------------- | -------------------------------------------- | --- | --- |
| ja   | Datei hochladen | Schloss Lengberg HERIS-ID: 6820 Objekt-ID: 2703 TKK: 18256                      | Lengberg 1 Standort KG: Lengberg             | Die auf einer Rückfallkuppe gelegene Burganlage aus dem 12. Jahrhundert wurde im 15. Jahrhundert ausgebaut und im 20. Jahrhundert vor allem im Inneren stark verändert. Die Anlage mit einem polygonalen Bering, einem trapezförmigen Hof und einem dreigeschoßigen Palas auf der Talseite wird von einem umlaufenden, schmalen Zwingergarten umschlossen. Die Anlage ist an der Hauptfront mit Eckerkern betont und auf der Nordseite über einen Brückenzugang erschlossen.                                                                                       | BDA-Hist.: Q665069 Status: Bescheid Stand der BDA-Liste: 2025-06-30 Name: Schloss Lengberg GstNr.: .1, .2 Schloss Lengberg                                                |
| ja   | Datei hochladen | Kapelle Mariae Heimsuchung HERIS-ID: 6821 Objekt-ID: 2704 TKK: 18255            | bei Lindsberg 5 Standort KG: Lengberg        | | BDA-Hist.: Q37932510 Status: § 2a Stand der BDA-Liste: 2025-06-30 Name: Kapelle Mariae Heimsuchung GstNr.: .80 Lengberg, Kapelle Mariae Heimsuchung                       |
| ja   | Datei hochladen | Kath. Pfarrkirche hl. Bartholomäus HERIS-ID: 6825 Objekt-ID: 2708 TKK: 18253    | Nikolsdorf 1 Standort KG: Nikolsdorf         | 1363 wurde eine Kuratie mit pfarrlichen Rechten genannt. 1789 wurde die Kirche zur Pfarrkirche erhoben. Der gotische Chor und der Turm entstanden im 15. Jahrhundert, das Langhaus wurde 1612 erneuert und 1785 verlängert. | BDA-Hist.: Q37932944 Status: § 2a Stand der BDA-Liste: 2025-06-30 Name: Kath. Pfarrkirche hl. Bartholomäus GstNr.: 1230, 1 Nikolsdorf, Kath. Pfarrkirche hl. Bartholomäus |
| ja   | Datei hochladen | Alte Volksschule HERIS-ID: 6827 Objekt-ID: 2710 TKK: 18279                      | Nikolsdorf 56 Standort KG: Nikolsdorf        | Das Schulhaus wurde 1899 erbaut und wurde bis 1971 genutzt, 1994 wurde es zu einem Wohnhaus umgebaut. Das dreigeschoßige Gebäude unter Walmdach läuft aufgrund der Hanglage im Untergeschoß rückwärts in den Hang hinein und ist hier giebelseitig von der Straße her im ersten Obergeschoß erschlossen. Die Fassaden sind durch Eckquaderung und Eckpilaster regelmäßig gegliedert, zwischen den Geschoßen verlaufen profilierte Gesimse. Das Innere bestand ursprünglich aus einem großen Klassenzimmer, einem Lehrmittelraum und der Lehrerwohnung im 1. Stock. | BDA-Hist.: Q37933069 Status: § 2a Stand der BDA-Liste: 2025-06-30 Name: Alte Volksschule GstNr.: 1175 Alte Volksschule Nikolsdorf                                         |
| ja   | Datei hochladen | Zeiner-Stöckl HERIS-ID: 6829 Objekt-ID: 2712 TKK: 18259                         | bei Nikolsdorf 66 Standort KG: Nikolsdorf    | Der gemauerte Nischenbildstock aus der ersten Hälfte des 19. Jahrhunderts steht an einer Weggabelung am Ortsrand und dient als Versammlungsstelle bei Prozessionen oder Leichenbegängnissen. In der hohen, durch ein Holzgitter begrenzten Rundbogennische befindet sich ein Kruzifix. | BDA-Hist.: Q37933142 Status: § 2a Stand der BDA-Liste: 2025-06-30 Name: Zeiner-Stöckl GstNr.: 441                                                                         |
| ja   | Datei hochladen | Bachler-Mühle HERIS-ID: 6832 Objekt-ID: 2715 TKK: 18278                         | bei Nikolsdorf 70 Standort KG: Nikolsdorf    | Die Getreidemühle im Dorfzentrum stammt vermutlich aus dem 18. Jahrhundert und wurde 1972 saniert. Der gemauerte Bau mit brettergedecktem Satteldach über niedrigem Kniestock weist an der südlichen Traufseite ein Rechteckportal und eine schmale, hochrechteckige Fensteröffnung mit Radkreuzgitterstab auf. Der funktionstüchtige Mahlgang wird über ein oberschlächtiges Zellenschaufelrad mit gestelztem Holzkastengerinne an der westlichen Giebelseite angetrieben.                                                                                        | BDA-Hist.: Q37933476 Status: § 2a Stand der BDA-Liste: 2025-06-30 Name: Bachler-Mühle GstNr.: 1169 Bachlermühle                                                           |
| ja   | Datei hochladen | Widum HERIS-ID: 6826 Objekt-ID: 2709 TKK: 36919                                 | Nikolsdorf 75 Standort KG: Nikolsdorf        | Das barocke Widum mit älterer, möglicherweise aus dem 16. Jahrhundert stammender Bausubstanz wurde im 20. Jahrhundert umgebaut. Der dreigeschoßige Bau mit Krüppelwalmdach ist traufseitig im Westen über einen Mittelflurgrundriss erschlossen. Im Obergeschoß befindet sich ein kleiner Söller, an der nördlichen Giebelseite ein nachträglicher, hölzerner Anbau mit Stiegenaufgang. Im Inneren haben sich Gewölbe und Stuckdecken erhalten. | BDA-Hist.: Q37933038 Status: § 2a Stand der BDA-Liste: 2025-06-30 Name: Widum GstNr.: 1231 Widum Nikolsdorf                                                               |
| ja   | Datei hochladen | Bildstock hl. Joh. Nepomuk HERIS-ID: 6828 Objekt-ID: 2711 TKK: 18261            | Standort KG: Nikolsdorf                      | Der Nischenbildstock am Vorplatz der Kirche mit flachem Satteldach wurde in den 1980er Jahren errichtet. In der tiefen, durch einen niedrigen, schmiedeeisernen Gitterzaun begrenzten Nische steht eine barocke Figur des hl. Johannes Nepomuk. | BDA-Hist.: Q37933084 Status: § 2a Stand der BDA-Liste: 2025-06-30 Name: Bildstock hl. Joh. Nepomuk GstNr.: 930/2 Nepomukbildstock Nikolsdorf                              |
| ja   | Datei hochladen | Gasper-Martl (Chrysanth-Bildstock) HERIS-ID: 6835 Objekt-ID: 2718 TKK: 18266    | nahe Nörsach 2 Standort KG: Nörsach          | Der gemauerte Kapellenbildstock mit tiefer Rundbogennische und weit vorkragendem, schindelgedecktem Zeltdach wurde um 1800 errichtet. Das Innere mit Stichkappengewölbe ist mit einer aufwändig gearbeiteten schmiedeeisernen Gittertür abgetrennt. In der Nische befindet sich ein Votivbild, das den hl. Chrysanth vor der Dreifaltigkeit zeigt. | BDA-Hist.: Q37933877 Status: § 2a Stand der BDA-Liste: 2025-06-30 Name: Gasper-Martl (Chrysanth-Bildstock) GstNr.: 389 Gaspermarterl                                      |
| ja   | Datei hochladen | Kriegerdenkmal, Chrysanthener Schanze HERIS-ID: 6836 Objekt-ID: 2719 TKK: 18275 | nahe Nörsach 26 Standort KG: Nörsach         | Das Denkmal wurde 1907 zur Erinnerung an die Kämpfe im Jahr 1797 im Zuge der napoleonischen Kriege gegen die einfallenden französischen Truppen errichtet. Es besteht aus einem Obelisken über einem würfelförmigen Sockel und einem zweistufigen Unterbau. Daran befinden sich Inschriften und ein Bronzerelief des Tiroler Adlers. | BDA-Hist.: Q37933960 Status: § 2a Stand der BDA-Liste: 2025-06-30 Name: Kriegerdenkmal, Chrysanthener Schanze GstNr.: .96 Kriegerdenkmal Chrysanthener Schanze            |
| ja   | Datei hochladen | Wallfahrtskirche St. Chrysanthen HERIS-ID: 6834 Objekt-ID: 2717 TKK: 18254      | Nörsach 50, in der Nähe Standort KG: Nörsach | → Hauptartikel : Wallfahrtskirche Nörsach f1 | BDA-Hist.: Q37933759 Status: § 2a Stand der BDA-Liste: 2025-06-30 Name: Wallfahrtskirche St. Chrysanthen GstNr.: 389 Wallfahrtskirche Nörsach                             |